# ジョイ・オブ・セックス

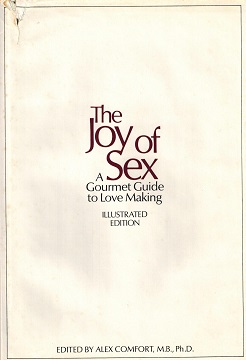
初版の表紙

『ジョイ・オブ・セックス』（The Joy of Sex）は、アレックス・カンフォートが1972年に著した書籍。

## 概要
1972年に初版が発行され、通算3回改訂された。3度目の改訂版はアレックスの息子であるニコラス・カンフォートが執筆している。本書は800万部のベストセラーとなり、20か国で発売されるロングセラーともなっている。
イギリス人のクリス・フォスがイラストを描いている。

## 思想性
本書に通底している思想はセックスは遊びであるということであり、マリッジ・マニュアルの一種と受け取られている。